# Antoine Bernheim
Antoine Bernheim, född 4 september 1924 i Paris, död 5 juni 2012,, var en fransk och italiensk bankir.
Bernheim var jurist med examen specialiserad på privat och offentlig rätt samt hade en examen inom vetenskap. Sedan 1973 satt han i styrelsen för Assicurazioni Generali. År 1990 utsågs han till vice president och från 1995 till 1999 innehade befattningen. År 2001 blev han återigen utsedd till vice president och omvaldes till president 2002.
Från 1988 till 2001 var han vice ordförande för Mediobanca i vars styrelse han fortfarande är verksam. Från 1967 till 2000 var han en senior partner i Lazard Freres & Cie. Sedan september 2009 är han vice ordförande i Alliance Toro SpA.

## Utmärkelser
- 1995 Överofficer av Italienska republikens förtjänstorden
- 1997 Befälhavare för nationella orden Cruzeiro do Sul i Brasilien
- 2006 Befälhavare av Ordre des Arts et des Lettres
- 13 juli 2007 Storkorset av Hederslegionen[2]
- Sedan 2007 var han hedersmedborgare i italienska staden Trieste där bolaget Assicurazioni Generali S.p.A. har sitt säte